# 우오누마나카조역
우오누마나카조역(일본어: 魚沼中条駅)은 일본 니가타현 도카마치시에 위치한 동일본 여객철도 이야마 선의 철도역이다. 단선 승강장 1면 1선의 구조를 갖춘 지상역이다.

## 역 주변
- 국도 제117호선
- 도카마치 시영 육상 경기장
- 도카마치 시영 사사야마 야구장

## 역사
- 1927년 11월 15일 : 도카마치 선 · 에치고이와사와 - 도카마치 간 개업과 함께 개설.
- 1944년 6월 1일 : 이야마 선으로 개칭.
- 1970년 10월 1일 : 지방 여행 회사에게 간이 위탁화.
- 1978년 10월 2일 : 완전 무인화.
- 1987년 4월 1일 : 일본국유철도 분할 민영화에 의해, 동일본 여객철도가 승계.

## 인접 역
| 동일본 여객철도 이야마 선     | 동일본 여객철도 이야마 선 | 동일본 여객철도 이야마 선 |
| ----------------------------- | ------------------------- | ------------------------- |
| 도카마치 나가노 · 도요노 방면 | ■ 이야마 선               | 게조 에치고카와구치 방면  |